# قطعنامه ۱۰۷۰ شورای امنیت
قطعنامه ۱۰۷۰ شورای امنیت سازمان ملل متحد که در تاریخ ۱۶ اوت ۱۹۹۶ تصویب شد، سندی بین‌المللی دربارهٔ نامه‌ای از اتیوپی به رئیس شورای امنیت در مورد سودان است. این قطعنامه طی نشست ۳۶۹۰ام با ۱۳ رای موافق، ۰ مخالف و ۲ ممتنع تصویب شد.